# 프로페셔널

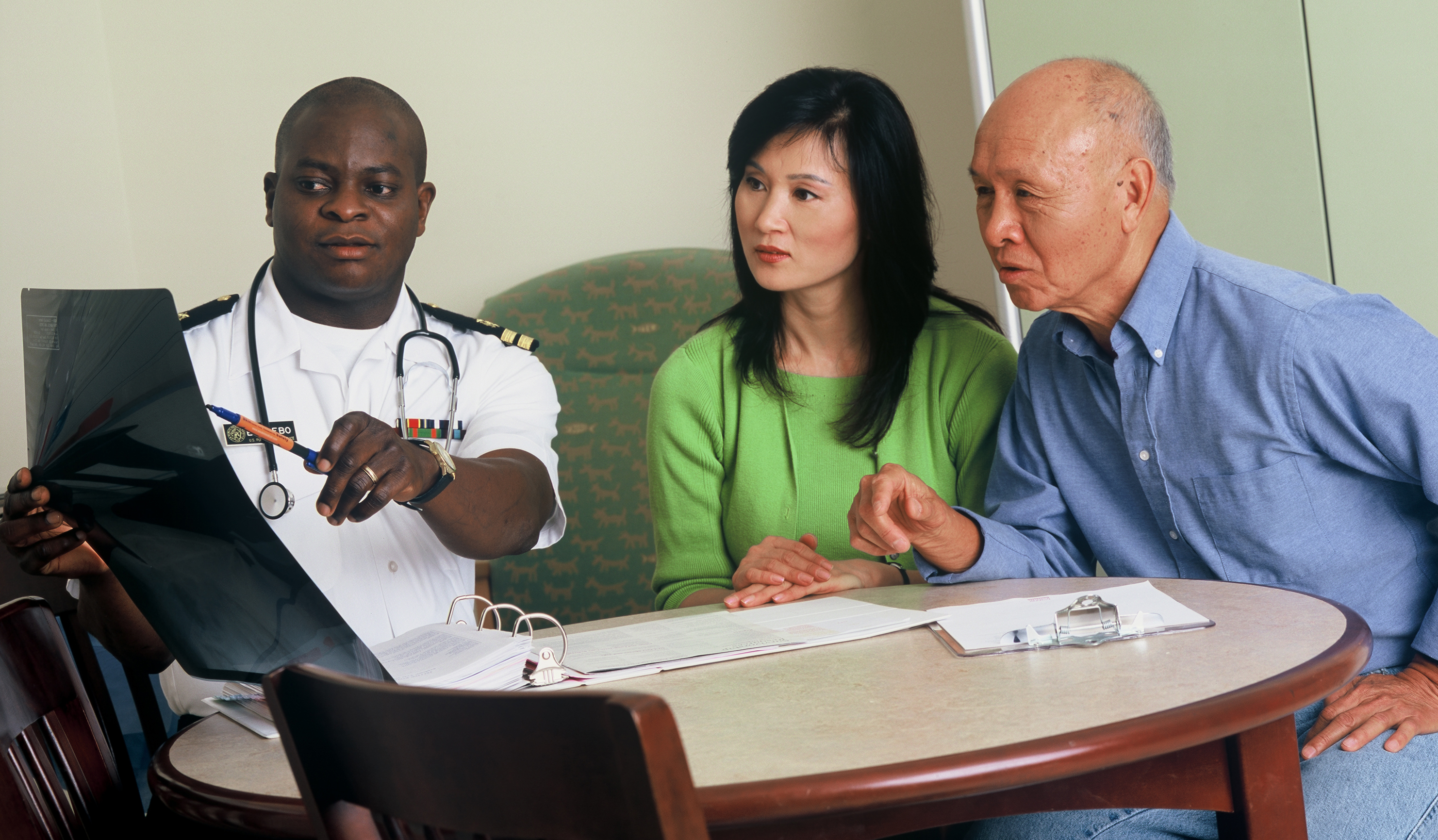
의사가 환자에게 엑스레이를 설명하고 있다.

프로페셔널(professional) 줄여서 프로는 전문적으로 한 분야에서 돈을 받고 일하는 사람을 말한다. 프로 스포츠 종사자를 의미하는 경우가 많다.

## 같이 보기
위키미디어 공용에 프로페셔널 관련 미디어 분류가 있습니다.
- 프로페셔널 스포츠
- 세미 프로페셔널
- 아마추어